# Corpo menor do Sistema Solar

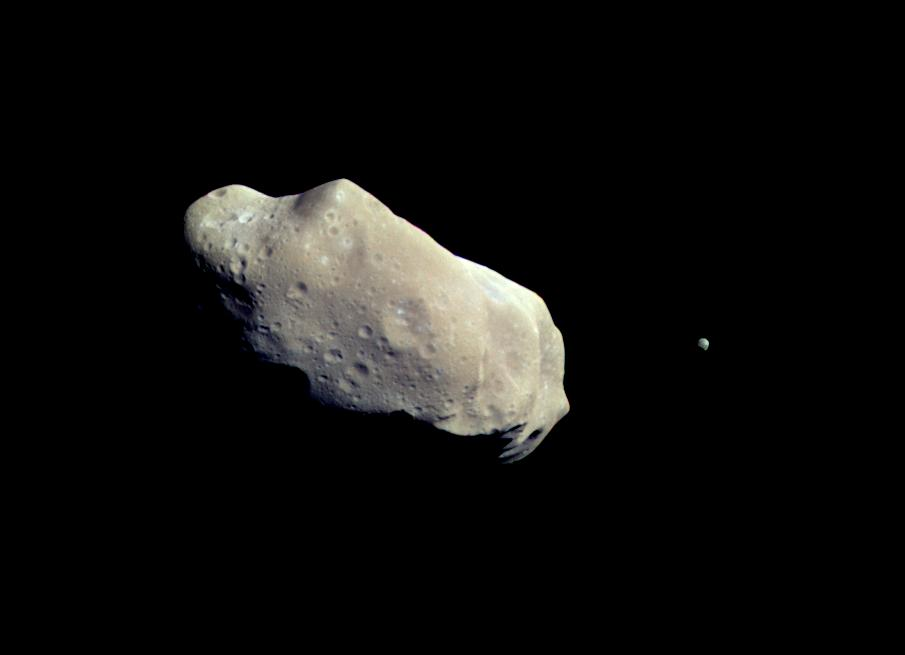
O asteroide Ida é um dos corpos menores do sistema solar. Na imagem é possível observar-se a sua pequena lua, Dactyl.

Um corpo menor do Sistema Solar é, segundo a resolução B5 de 24 de Agosto de 2006 tomada em Praga pela União Astronómica Internacional (UAI), qualquer objecto do sistema solar que não se enquadre na definição de planeta ou planeta anão e que não seja um satélite natural. Segundo esta definição, são considerados corpos menores do sistema solar:
- Asteroides (de todas as classes);
- Centauros;
- Damocloides;
- Cometas;
- Objetos transneptunianos;
- Meteoroides.

## História
Desde - pelo menos - 1841 começaram a ser publicadas, em alguns periódicos científicos, tabelas de efemérides astronómicas que denominavam os asteroides como sendo "planetas menores" ou "pequenos planetas", até que em 1905 o Observatório Real de Greenwich adoptou o termo, popularizando-o.
A UAI, fundada em 1919, acolheu e oficializou esta denominação como sinónimo de "asteroide", passando ambos os termos a serem aceites. Com a evolução da tecnologia, novos objectos foram entretanto sendo descobertos para além dos asteroides próximos ou de maior dimensão e as suas características específicas estudadas com maior rigor, revelando a ambiguidade da classificação "planeta menor"; Centauros e Damocloides partilham propriedades com asteroides e cometas, por exemplo, mas corpos com características de cometas não faziam parte dos denominados "planetas menores".
Após a resolução de 2006, a adopção da nova classe dos "planetas anões" mostrou em definitivo que o termo "pequeno planeta" ou "planeta menor" era vaga e ambígua.
A UAI recomenda desde então que o termo - e sinónimos tradicionais, como "planetoide" - deixe de ser usado, privilegiando a designação, mais abrangente, "corpo menor do sistema solar".

## Uso em astronomia
Note-se que esta é uma classe generalista, pelo que a designação de cada um destes objectos pela sua sub-classe tornará mais clara a natureza do mesmo. Por exemplo, apesar de Ida pertencer à categoria dos corpos menores do sistema solar, mais frequentemente será tratado como sendo, especificamente, um asteroide. De igual forma, um cometa será preferencialmente designado como tal.   